# WESTER
WESTER（ウェスター）は西日本旅客鉄道（JR西日本）が開発・提供するスマートフォン向けアプリケーションソフトウェア（モバイルアプリケーション）、及び同アプリで提供される一連のサービスである。JR西日本では「移動生活ナビアプリ」と説明している。

## 概要
2020年9月24日からJR西日本が「MaaSアプリ」として提供を開始したアプリで、JR西日本グループが提供するサービスをワンストップで提供することを念頭に置いたもので、会員登録制のサービスとなっている。
具体的には、WESTERアプリで以下のサービスを提供している。
鉄道情報提供機能
乗車予定列車の接近・走行位置情報の提供
経路検索機能
経路検索アプリの機能に加え、e5489やエクスプレス予約との連携による乗車券・指定券類の予約手配機能
おでかけスポット情報提供機能
イベント・スポット情報の提供や経路検索
クーポン配信機能
2023年春には従来の「J-WESTポイント」「ICOCAポイント」「WESPOポイント」を統合した新たなポイントサービス「WESTERポイント」の提供を開始し、更に同時期にリリースのモバイルICOCAとの連携により、様々なサービスで獲得したWESTERポイントをモバイルICOCAの残高に還元できる仕組みを導入している。
日経ビジネス記者の佐藤嘉彦は、JR西日本が統合型アプリ（スーパーアプリ）としてWESTERを導入し、モバイルICOCA登録にWESTER会員への登録を必須とすることで、ICOCA利用状況の分析に基づくマーケティング展開に繋げる狙いがあるのではないかと分析している。